# 제2차 마량산 전투
제2차 마량산 전투(영어: Battle of Maryang-san)는 6.25 전쟁 1951년 11월 4일에서 6일 사이, 마량산과 인접한 217고지에서 영국군과 중공군이 맞붙은 전투이다. 

## 같이 보기
- 제1차 마량산 전투